# L'Oblat
L'Oblat est le dernier roman de la trilogie de Joris-Karl Huysmans (En route, La Cathédrale, L'Oblat) publié en 1903 aux éditions Stock.

## Présentation
L'Oblat est le dernier roman mettant en scène le héros des trois livres, Durtal, portrait à peine déguisé de l'auteur lui-même : Durtal était déjà apparu dans les deux autres et dans Là-bas, ces quatre volumes retraçant la conversion du héros (et d'Huysmans lui-même) au catholicisme. Dans L'Oblat, Durtal devient un oblat comme le titre l'indique, ce qui reflète l'expérience vécue de l'auteur dans la communauté de Ligugé[Quoi ?]. Comme dans bien d'autres romans d'Huysmans, il biaise légèrement les choses : il se sert du livre pour décrire la liturgie catholique, exprimer ses idées sur le catholicisme contemporain en France et réfléchir à la question de la souffrance, en particulier dans l'important passage de l'œuvre qui évoque le jardin de Gethsémani.

## Un roman lié à la crise moderniste
Publié en 1903, le roman est conscient de la crise moderniste qui s'annonce. Un personnage comme celui du novice rationaliste, le Frère  Sourche en est l'indice et Huysmans en fait le symbole de tous les prêtres qui se posaient alors des questions. Albert Houtin, alors encore prêtre, fut empêché par les autorités religieuses de publier un article qui en donnait la clé. Émile Poulat y reconnaît dom Aimé Lambert (1874-1943) Le maître des novices dans le roman, le Père Felletin, soucieux de maintenir un climat de sérénité parmi les novices dont il a la charge est conscient des problèmes du jeune homme et les attribue aux lectures de Renan et de Louis Duchesne.

## Résumé du roman
L'histoire est celle du rapport qui s'établit entre un individu et l'ordre religieux dans lequel il a voulu s'engager. Cette communauté est un îlot de sérénité et de stabilité. Dans le contexte de la loi dite « contre les couvents » et de la séparation de l'Église et de l'État, le rêve naît dans cette communauté de l'adapter  à cette situation en créant une collectivités d'oblats laïcs, libres, vivant cependant autour du monastère. Ils s'évertueraient à rénover l'art catholique. Le héros passe par toute une série d'états d'âme : découragement, peur, désespoir, ennui, hypothèquent parfois son engagement religieux.
Certaines des personnes croquées par l'écrivain ont un profil hiératique. D'autres ont des traits vulgaires ou communs et expriment leurs travers. Ces portraits sont cependant sans cesse corrigés par de continuels « mais ». Quant au Frère Sourche, pense Wanda Rupolo, il n'est guère épargné par Huysmans, mais l'écrivain laisse cependant entrevoir que « son interprétation subjective de la religion naît de la crainte de perdre la foi ; formule lapidaire qui pourrait servir d'épigraphe au modernisme. »
L'intrigue du roman sert aussi de prétexte à Huysmans pour y  exposer de très nombreuses informations sur la liturgie, l'art, la foi. C'est tellement vrai que selon Wanda Rupolo, l'œuvre tombe parfois au niveau documentaire, étant cependant sauvée par « le grand amour que Huysmans montre pour tout ce qui a une valeur esthétique et un rapport avec la foi. » Les jardins, la lumière, les cierges, les rites, les reliques, les peintures religieuses… jouent aussi un rôle dans l'intrigue et semblent s'éteindre ou exprimer le drame de l'abandon du monastère par les moines, contraints de s'exiler en Belgique à la fin du livre. Les jardins, autrefois soigneusement entretenus, sont rendus à une prolifération sauvage.

### Édition audio
Joris-Karl Huysmans (auteur) et Christian Attard (narrateur), litteratureaudio.com, 13 janvier 2023 (écouter en ligne archive) Téléchargement MP3, sous forme de fichiers séparés ou d'archives groupées ; durée : 12 h 48 min environ.